# Оскърбени цветя
Оскърбени цветя (на турски: Kırgın Çiçekler) е турски драматичен сериал, излязъл на телевизионния екран през 2015 г.

## Сюжет
Ейлюл е 16-годишно, младо момиче. Тя загубва баща си, когато е на 11 години. Тя живее в малка барака с майка си Месуде, сестра си Бюшра и доведения си баща Кемал. Ейлюл е тормозена от Кемал. Тя казва на майка си. Майка й не вярва на Ейлюл и я дава в сиропиталището. Ейлюл създава силна сестринска връзка с останалите четири сирачета и сериала се върти около 5-те момичета: Ейлюл, Сонгюл, Кадер, Джемре и Мерал. Той се фокусира върху борбите и трудностите, пред които са изправени от обществото, поради това, че са сираци и копнежа им по родителите. Тяхното приятелство и сестринство са това, което прави връзката им по-силна и че могат да преодолеят всичко заедно.
Сираците живеят в сиропиталище в елитен район на Истанбул и по този начин и петте сираци посещават частно училище заедно с елитни тийнейджъри в Истанбул. Съществува силно напрежение между сираците и елитните ученици в училището, но любовта, престъпността и драмата създават взаимосвързаност между тийнейджърите.

## Излъчване
| Сезон | Сезон | Епизоди | Начало на сезона  | Край на сезона | Всички епизоди | ТВ сезон    | ТВ канал |
| ----- | ----- | ------- | ----------------- | -------------- | -------------- | ----------- | -------- |
|       | 1     | 50      | 29 юни 2015       | 13 юни 2016    | 1 – 50         | 2015 – 2016 | ATV      |
|       | 2     | 38      | 19 септември 2016 | 12 юни 2017    | 51 – 88        | 2016 – 2017 | ATV      |
|       | 3     | 24      | 18 септември 2017 | 12 март 2018   | 89 – 113       | 2017 – 2018 | ATV      |

## Актьорски състав
- Ипек Карапънар – Фериде Гюнгьор Ерен
- Йозгюр Чевик – Топрак Ерен
- Биран Дамла Йълмаз – Ейлюл Аджар
- Гьокче Акйълдъз – Сонгюл Джелен
- Хазар Мотан – Джемре Дериноглу
- Чаала Ърмак – Кадер Кутай
- Алейна Солакер – Мерал Кендир
- Ямур Юн – Зейно Дериноглу
- Алмила Ада – Лалин
- Джансу Фърънджъ – Кемал Йълмаз
- Ариф Дирен – Гюней Ертюрк
- Бурджу Алмеман – Селин
- Мехмет Айкач – Серкан Йозгюн
- Веда Юртсевер – Назан Йозгюн
- Нил Кесер – Дефне Йозгюн
- Бирген Енгин – Бану Саваш
- Есра Дерманджиолу – Зехра
- Елиф Джерен Балъкджъ – Седеф
- Есма Йълмаз – Бюшра Аджар
- Нил Гюнал – Емел Дериноглу
- Саджие Ташанер – Нериман Сьонмез
- Зейнеп Иргат – Хедие
- Пънар Шенол – Фиген
- Баръш Ялчън – Баръш
- Каан Касапоглу – Мерт
- Гьокче Янардаа – Сехер Караман
- Дениз Уур – Маджиде
- Бурак Тозкопаран – Комисар Али
- Хазал Бенли – Комисар Фадик
- Тайанч Айядън – Еждер